# Laura Gómez (patinadora de velocidade)
Laura Isabel Gómez Quintero (El Carmen de Viboral, 17 de julho de 1990) é uma patinadora olímpica colombiana. Representou a Colômbia nos Jogos Olímpicos de Inverno de 2018 na patinação de velocidade, se tornando a primeira atleta sul-americana a competir na modalidade em Jogos de Inverno.
Durante a maior parte de sua carreira, Laura foi patinadora de velocidade sobre rodas, modalidade não-olimpica. Em julho de 2017 fez a transição para a patinação de velocidade no gelo e quebrou recordes colombianos em diversas provas até participar dos Jogos Olímpicos de Inverno de 2018. Nos Jogos Olímpicos, competiu na largada coletiva feminina.
Laura Gómez foi informada de sua convocação para para os Jogos Olímpicos apenas uma semana antes do início da competição. Foi apenas a segunda participação em uma edição de inverno da Colômbia nos Jogos Olímpicos, sendo a única mulher participante de uma delegação de quatro atletas. Durante o evento olímpico, ela quebrou o recorde nacional nos 1000 metros.

## Recordes pessoais
Laura detém 5 recordes nacionais, uma vez que ela é a primeira colombiana na modalidade:
| Prova       | Tempo       | Data                   | Evento                | Local          | Notas  |
| ----------- | ----------- | ---------------------- | --------------------- | -------------- | ------ |
| 500 metros  | 41,73 s     | 2 de março de 2018     | AmCup Final           | Salt Lake City | [ 16 ] |
| 1000 metros | 1:19,42 min | 3 de março de 2018     | AmCup Final           | Salt Lake City | [ 17 ] |
| 1500 metros | 2:02,50 min | 4 de março de 2018     | AmCup Final           | Salt Lake City | [ 18 ] |
| 3000 metros | 4:16,85 min | 10 de dezembro de 2017 | Copa do Mundo         | Salt Lake City | [ 19 ] |
| 5000 metros | 7:46,16 min | 14 de outubro 2017     | Campeonato Colombiano | Salt Lake City | [ 20 ] |